# Valsa sordida
Valsa sordida là một loài Ascomycetes trong họ Valsaceae. Loài này được Nitschke miêu tả khoa học đầu tiên năm.
Đây là loài gây hại của các cây trong chi Populus, phát triển phổ biến ở Trung Quốc.